# USS Spikefish (SS-404)
USS Spikefish (SS-404/AGSS-404) là một  tàu ngầm lớp Balao được Hải quân Hoa Kỳ chế tạo trong Chiến tranh Thế giới thứ hai. Nó là chiếc tàu chiến duy nhất của Hải quân Hoa Kỳ được đặt cái tên này, theo tên họ Cá cờ. Nó đã phục vụ trong giai đoạn sau của Thế Chiến II, thực hiện được bốn chuyến tuần tra và đánh chìm một tàu ngầm Nhật Bản tải trọng 1.660 tấn. Sau khi xung đột chấm dứt, nó tiếp tục phục vụ trong giai đoạn Chiến tranh Lạnh cho đến năm 1963. Con tàu cuối cùng bị đánh chìm như một mục tiêu ngoài khơi Long Island vào năm 1964. Spikefish được tặng thưởng ba Ngôi sao Chiến trận do thành tích phục vụ trong Thế Chiến II.

## Thiết kế và chế tạo
Thiết kế của lớp Balao được cải tiến dựa trên  tàu ngầm lớp Gato dẫn trước, là một kiểu tàu ngầm hạm đội có tốc độ trên mặt nước cao, tầm hoạt động xa và vũ khí mạnh để tháp tùng hạm đội chiến trận. Khác biệt chính so với lớp Gato là ở cấu trúc lườn chịu áp lực bên trong dày hơn, và sử dụng thép có độ đàn hồi cao (HTS: High-Tensile Steel), cho phép lặn sâu hơn đến 400 ft (120 m). Con tàu dài 311 ft 9 in (95,02 m) và có trọng lượng choán nước 1.526 tấn Anh (1.550 t) khi nổi và 2.424 tấn Anh (2.463 t) khi lặn. Chúng trang bị động cơ diesel dẫn động máy phát điện để cung cấp điện năng cho bốn động cơ điện, đạt được công suất 5.400 shp (4.000 kW) khi nổi và 2.740 shp (2.040 kW) khi lặn, cho phép đạt tốc độ tối đa 20,25 hải lý trên giờ (37,50 km/h) và 8,75 hải lý trên giờ (16,21 km/h) tương ứng. Tầm xa hoạt động là 11.000 hải lý (20.000 km) khi đi trên mặt nước ở tốc độ 10 hải lý trên giờ (19 km/h) và có thể hoạt động kéo dài đến 75 ngày.
Tương tự như lớp Gato dẫn trước, lớp Balao được trang bị mười ống phóng ngư lôi 21 in (530 mm), gồm sáu ống trước mũi và bốn ống phía phía đuôi tàu, chúng mang theo tối đa 24 quả ngư lôi. Vũ khí trên boong tàu gồm một hải pháo 4 inch/50 caliber, một khẩu pháo phòng không Bofors 40 mm nòng đơn và một khẩu đội Oerlikon 20 mm nòng đôi, kèm theo hai súng máy .50 caliber. Trên tháp chỉ huy, ngoài hai kính tiềm vọng, nó còn trang bị ăn-ten radar SD phòng không và SJ dò tìm mặt biển. Tiện nghi cho thủy thủ đoàn bao gồm điều hòa không khí, thực phẩm trữ lạnh, máy lọc nước, máy giặt và giường ngủ cho hầu hết mọi người, giúp họ chịu đựng cái nóng nhiệt đới tại Thái Bình Dương cùng những chuyến tuần tra kéo dài đến hai tháng rưỡi.
Spikefish được đặt lườn tại Xưởng hải quân Portsmouth ở Kittery, Maine vào ngày 29 tháng 1, 1944. Nó được hạ thủy vào ngày 26 tháng 4, 1944, được đỡ đầu bởi bà Harvey W. Moore, và được cho nhập biên chế cùng Hải quân Hoa Kỳ vào ngày 30 tháng 6, 1944 dưới quyền chỉ huy của Hạm trưởng, Trung tá Hải quân Nicholas John Nicholas.

## Lịch sử hoạt động

### 1944
Sau khi hoàn tất việc trang bị vào ngày 31 tháng 7, 1944, Spikefish chạy thử máy huấn luyện tại các vùng biển ngoài khơi Portsmouth và New London. Nó khởi hành từ Portsmouth vào ngày 16 tháng 9 để đi sang khu vực Mặt trận Thái Bình Dương ngang qua kênh đào Panama và đi đến Trân Châu Cảng vào ngày 23 tháng 10.

#### Chuyến tuần tra thứ nhất
Lên đường vào ngày 15 tháng 11 cho chuyến tuần tra đầu tiên trong chiến tranh, Spikefish hoạt động tại khu vực quần đảo Kuril và biển Okhotsk. Nó không bắt gặp mục tiêu nào có giá trị, nên kết thúc chuyến tuần tra tại căn cứ Midway vào ngày 1 tháng 1, 1945.

### 1945

#### Chuyến tuần tra thứ hai
Spikefish khởi hành từ Midway vào ngày 26 tháng 1, 1945 cho chuyến tuần tra thứ hai tại khu vực quần đảo Ryūkyū. Vào ngày 24 tháng 2, nó phát hiện một đoàn tàu bao gồm sáu tàu buôn được bốn tàu vũ trang hộ tống. Nó phóng một loạt sáu quả ngư lôi nhắm vào hai chiếc tàu buôn, và ghi nhận được ba tiếng nổ. Nó không thể xác nhận kết quả đợt tấn công, vì phải lặn sâu để né tránh đợt phản công với 80 quả mìn sâu do các tàu hộ tống thả xuống trong suốt bốn giờ tiếp theo. Nó phát hiện một đoàn tàu vận tải khác vào ngày 5 tháng 3, nhưng loạt sáu quả ngư lôi phóng ra không có kết quả, và tiếp tục chịu đựng mìn sâu phản công. Nó kết thúc chuyến tuần tra vào ngày hôm sau và về đến Trân Châu Cảng vào ngày 19 tháng 3.

#### Chuyến tuần tra thứ ba
Một tháng sau đó, dưới quyền chỉ huy của Hạm trưởng mới, Trung tá Hải quân Robert R. Managhan, Spikefish cùng với tàu ngầm Dragonet (SS-293) lên đường hướng đến Guam. Sau khi được tiếp thêm nhiên liệu, nó độc lập khởi hành vảo ngày 3 tháng 5 cho chuyến tuần tra thứ ba tại khu vực bờ biển phía Đông Đài Loan để làm nhiệm vụ tìm kiếm và giải cứu. Phát hiện một tàu đối phương trong đêm 14 tháng 5, nó phóng một loạt bốn quả ngư lôi tấn công, nhưng tất cả đều bị trượt. Đến ngày 29 tháng 5, chiếc tàu ngầm được lệnh tuần tra gần quần đảo Sakishima để hỗ trợ cho hoạt động không kích của tàu sân bay tại khu vực. Vào ngày 5 tháng 6, nó sử dụng hải pháo 5-inch bắn phá sân bay Miyara trên đảo Ishigaki và hoạt động tìm kiếm và giải cứu hỗ trợ các tàu sân bay hạm đội. Hai ngày sau đó, nó cứu vớt một phi công bị rơi khi cất cánh từ tàu sân bay hộ tống Sargent Bay (CVE-83). Nó kết thúc chuyến tuần tra khi quay trở về Guam vào ngày 13 tháng 6.

#### Chuyến tuần tra thứ tư
Khởi hành từ Guam vào ngày 8 tháng 7 cho chuyến tuần tra cuối cùng trong chiến tranh, Spikefish tuần tra trong khu vực Hoàng Hải và ngoài khơi Thượng Hải để làm nhiệm vụ tìm kiếm và giải cứu. Vào ngày 24 tháng 7, nó bắn phá một trạm radar trên một đảo dọc bờ biển Trung Quốc. Sau nữa đêm ngày 11 tháng 8, nó trông thấy một tàu chở hàng nhỏ đang đứng yên trên biển, nhưng không rõ nhận dạng. Đợi đến sáng, nó xác định mục tiêu là tàu đối phương và phá hủy bằng hải pháo, ba người sống sót bị bắt lên tàu.
Trong đêm 13 tháng 8, tại một vị trí khoảng 190 nmi (350 km) về phía Đông Nam Thượng Hải, Spikefish phát hiện qua radar một tàu ngầm di chuyển trên mặt nước, và bắt đầu theo dõi. Sau khoảng một giờ, mục tiêu lặn xuống và biến mất khỏi màn hình radar cho đến sáng hôm sau lúc 07 giờ 00. Phát hiện trở lại mục tiêu và nhận dạng kiểu dáng đúng là một tàu ngầm Nhật Bản, Spikefish phóng một loạt sáu quả ngư lôi tấn công, và hai quả trúng đích đã khiến tàu ngầm Nhật I-373 (1.660 tấn) nổ tung và đắm tại tọa độ 29°02′B 123°53′Đ / 29,033°B 123,883°Đ; một thủy thủ Nhật Bản duy nhất sống sót được Spikefish bắt làm tù binh. I-373 trở thành tàu ngầm Nhật Bản cuối cùng bị đánh chìm trong chiến tranh.

### 1946 - 1963
Sau khi Nhật Bản chấp nhận đầu hàng vào ngày 15 tháng 8, giúp chấm dứt vĩnh viễn cuộc xung đột, Spikefish giải các tù binh bắt giữ được đến Saipan vào ngày 21 tháng 8, rồi tiếp tục quay trở về Trân Châu Cảng. Đến ngày 6 tháng 9, nó cùng tàu ngầm Hoe (SS-258) lên đường quay trở về vùng bờ Đông Hoa Kỳ, băng qua kênh đào Panama vào ngày 23 tháng 9, và về đến Căn cứ Tàu ngầm Hải quân New London vào ngày 29 tháng 9. Nó được đại tu tại Xưởng hải quân Portsmouth từ ngày đến ngày 1 tháng 11, 1945 đến ngày 15 tháng 2, 1946, và khi quay trở về cảng nhà mới New London nó được điều về Hải đội Tàu ngầm 2, phục vụ huấn luyện cho Trường Tàu ngầm Hạm đội.
Spikefish tiếp tục phục vụ dọc theo vùng bờ Đông. Nó trải qua đợt đại tu từ ngày 7 tháng 4 đến ngày 22 tháng 9, 1947 trước khi có chuyến đi đến vùng biển Bermuda từ ngày 25 tháng 9 đến ngày 2 tháng 10, 1947. Con tàu lại được đại tu tại Xưởng hải quân Philadelphia từ ngày 16 tháng 5 đến ngày 8 tháng 7, 1948, rồi trong những năm tiếp theo đã thực hiện các chuyến đi huấn luyện từ New London dọc theo vùng bờ Đông đến Bermuda và Nova Scotia. Vào ngày 30 tháng 4, 1955, nó cùng tàu ngầm Piper (SS-409) lên đường cho một lượt phục vụ cùng Đệ Lục hạm đội tại khu vực Địa Trung Hải, và sau khi quay trở về New London vào ngày 8 tháng 10, nó tiếp nối vai trò huấn luyện dọc theo vùng bờ Đông cho đến đầu năm 1963.  Vào ngày 18 tháng 3, 1960, Spikefish trở thành tàu ngầm Hoa Kỳ đầu tiên đạt mốc kỷ lục 10.000 lần lặn.
Spikefish được xếp lại lớp như một "tàu ngầm phụ trợ" và mang ký hiệu lườn mới AGSS-404 vào năm 1962. Nó được cho xuất biên chế tại Key West, Florida vào ngày 2 tháng 4, 1963, rồi được rút tên khỏi danh sách Đăng bạ Hải quân vào ngày 1 tháng 5, 1963. Con tàu bị đánh chìm như một mục tiêu ngoài khơi Long Island, New York vào tháng 8, 1964.

## Phần thưởng
Spikefish được tặng thưởng ba Ngôi sao Chiến trận do thành tích phục vụ trong Thế Chiến II. Nó được ghi công đã đánh chìm một tàu ngầm Nhật Bản tải trọng 1.660 tấn.
|  |                                         |  |
|  | Bronze star · Bronze star · Bronze star |  |

| Dãi băng Hoạt động Tác chiến  |                                                                         |                                      |
| Huân chương Chiến dịch Hoa Kỳ | Huân chương Chiến dịch Châu Á-Thái Bình Dương với 3 Ngôi sao Chiến trận | Huân chương Chiến thắng Thế Chiến II |